# دين بارتليت
دين بارتليت (10 أكتوبر 1987 في نيوزيلندا - ) (بالإنجليزية: Dean Bartlett)‏ هو لاعب كريكت نيوزلندي.

## وصلات خارجية
- دين بارتليت على موقع إي آس بي آن كريك إنفو (الإنجليزية)